# 切霍瓦 (科洛梅亞區)
48°36′0″N 25°16′40″E / 48.60000°N 25.27778°E
切霍瓦（烏克蘭語：Чехова），是烏克蘭的村落，位於該國西部伊萬諾-弗蘭科夫斯克州，由科洛梅亞區負責管轄，面積6.3平方公里，2001年人口339，人口密度每平方公里53.8人。